# Họ Thung
Họ Thung hay họ Đăng hoặc họ Tung (danh pháp khoa học: Tetramelaceae) là một họ nhỏ với 2 chi và 2 loài (Octomeles moluccana và Tetrameles nudiflora), phân bổ tại khu vực Đông Nam Á và Papua New Guinea. Họ này thường được ghép trong họ Datiscaceae.
Đây là hai loài cây gỗ lớn dạng đơn tính khác gốc, sống trong môi trường có độ ẩm vừa phải. Chúng có các lá đơn, hình trứng, mọc so le và sớm rụng, mép lá nhẵn hoặc hơi khía răng cưa. Bao hoa với tràng và đài hoa tách biệt, mọc thành cụm dạng chùy. Bộ nhị/bộ nhụy 4 (hoặc 6-8), đẳng số với bao hoa. Nhị 4 (6-8) với bao phấn đính lưng. Bầu nhụy hạ, một ngăn. Vòi ngụy 4 (6-8). Quả nang, không nứt, chứa 20-100 hạt. Chi Octomeles có các cương bào, quả nang của nó chia thành 2 lớp với lớp ngoài rụng xuống khi chín.

## Các loài
- Octomeles moluccana (đồng nghĩa: Octomeles sumatrana)
- Tetrameles nudiflora (đồng nghĩa: Tetrameles grahamiana, Tetrameles horsfieldii, Tetrameles rufinervis, Anictoclea grahamiana): Thung

## Hình ảnh

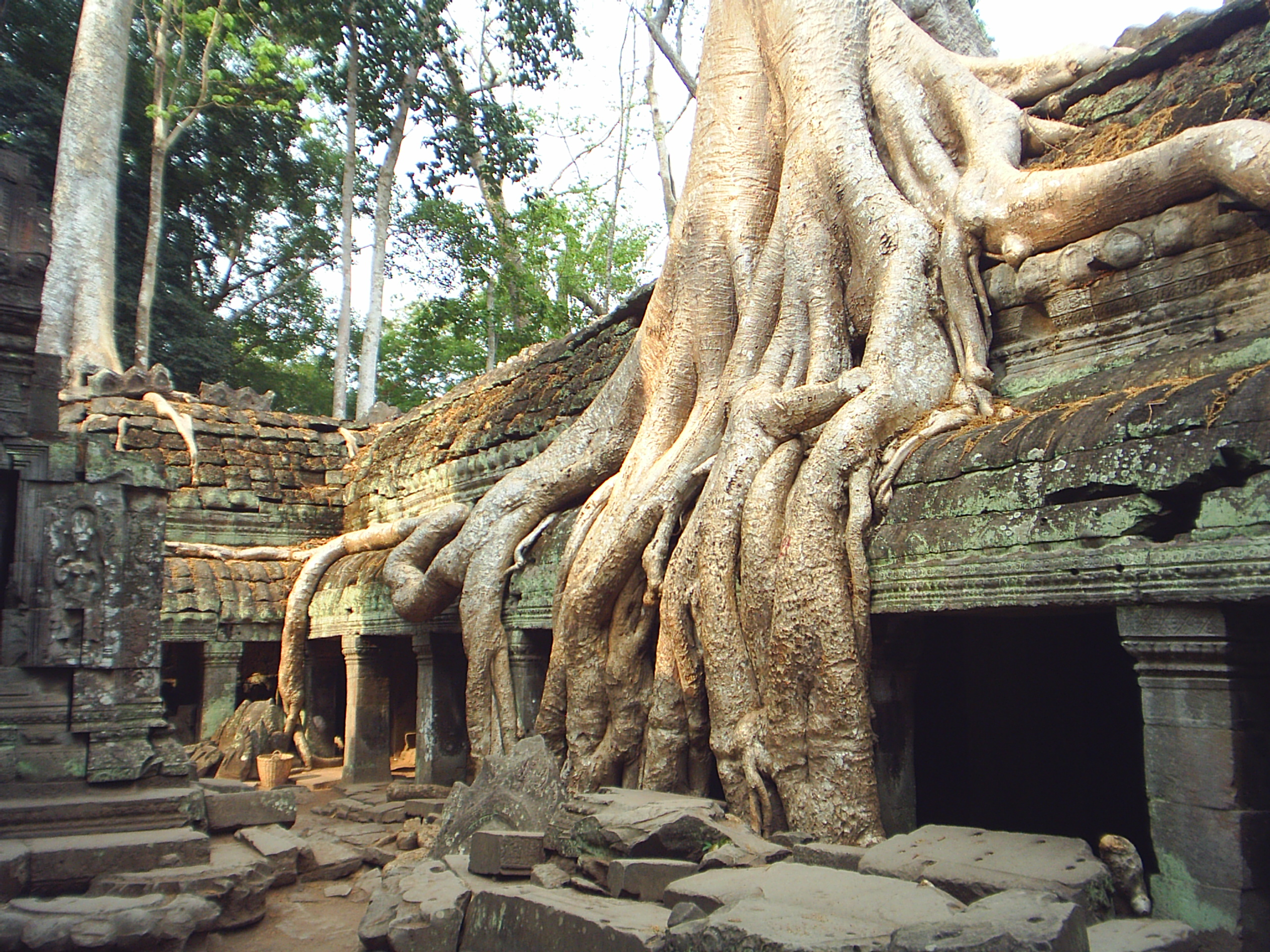
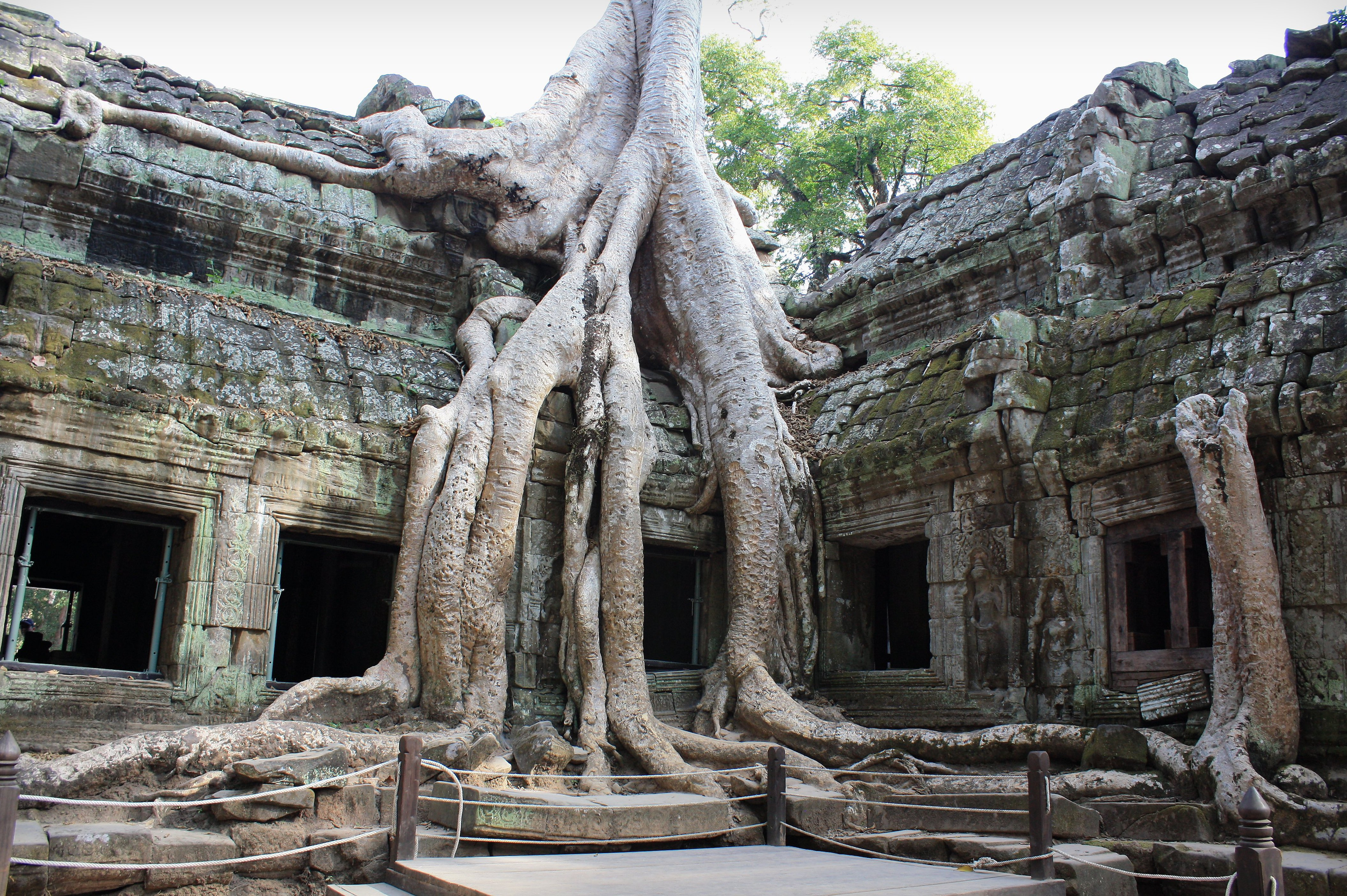